# 黃胸擬管舌鳥
黃胸擬管舌鳥（學名Loxioides bailleui）是夏威夷的一種雀。它們的頭部及胸部都呈金黃色，腹部較淺色，背部灰色，雙翼及尾巴呈綠色。它們與Sophora chrysophylla這種樹有緊密的生態關係，由於夏威夷乾旱森林的破壞而同時瀕危。

## 特徵
黃胸擬管舌鳥的頭部及胸部呈黃色，腹部呈白色至淺灰色，背部呈中灰，雙翼及尾巴是橄欖綠色的。喙呈深色，兩側腫大，虹膜呈褐色，腳深色，腳掌黃色。它們是夏威夷最大的雀之一，長約6-7.5厘米。
黃胸擬管舌鳥有一些兩性異形。雄鳥傾向呈鮮色，眼睛有明顯的黑色。雌鳥較為細小，頭部的黃色也較沉。

## 分類
黃胸擬管舌鳥是由埃米尔·乌斯塔莱（Émile Oustalet）於1877年所命名及描述。因喙的形狀及習性相似，它們曾被認為與鸚嘴雀有關。它們現被分類到Loxioides中，此屬一直被認為是單型的。

## 分佈及保育狀況
黃胸擬管舌鳥只分佈在夏威夷島冒納凱阿火山的上坡處，棲息在海拔2000-2900米。在Sophora chrysophylla長得較茂密的地區，它們的數量也較多；它們並不會出現在沒有這種植物生長的地區。
黃胸擬管舌鸟的分佈只是以往的10%。19世紀前它們的分佈地可以下至海拔1200米，20世紀初它們也廣佈在夏威夷島上。早至1944年時，科學家就已經相信它們已經滅絕。
於1967年，美國就已經將黃胸擬管舌鳥列為瀕危物種。於1975年估計它們只餘1614隻。於1978年，法院裁決將野生綿羊及山羊從它們的棲息地中移除。由1980年至1996年間，它們的數目由1584隻回升至5685隻。到了1997年，冒納凱阿火山的西坡上就有約72%的群落居住。整個群落估計有4396隻居住在78平方公里內。

## 生態及行為
黃胸擬管舌鳥喜歡Sophora chrysophylla及檀香苦檻蘭的乾旱森林。它們也會棲息在草原、Styphelia tameiameiae叢林與及其他下木的環境。
黃胸擬管舌鳥差不多只吃Sophora chrysophylla未成熟的種子。這些種子的種皮含有難聞的苯酚化合物，胚內含有致命含量的喹喏里西啶（quinolizidine）生物鹼。它們能夠處理這些足以殺死細小的動物的劑量，但方式不明。每株樹的毒素含量各有不同，它們似乎可以避開某一些毒素含量較高的樹，但如何分辨也是不明。 種皮並沒有營養價值，故它們不會食用。它們可以用腳踏著豆目的豆，並用喙將豆打開拿出種子。它們會撕開種皮及抽出胚。
黃胸擬管舌鳥也會吃檀香苦檻蘭和其他植物的果實，如燈籠果、Sophora chrysophylla的花朵、芽及嫩葉。另外，它們也會吃毛蟲。雛鳥似乎未能處理種子內的毒素，一般都會以毛蟲來餵食。
Sophora chrysophylla種子的數量影響著黃胸擬管舌鳥的生存及繁殖率。它們會在高處逐步向下的覓食種子。在乾旱季節沒有種子的供應下，它們會停止繁殖。
黃胸擬管舌鳥一般會在2月至9月間繁殖。雌鳥會築一個杯狀的巢，直徑約10厘米。鳥巢是以草、莖、根及樹皮製成。內層會以地衣及小葉來鋪設。它們每次會生2隻蛋。雙親都會反芻食物來餵養雛鳥。幼鳥31天大就會換羽。

## 外部連結
- U.S. Fish and Wildlife Service （页面存档备份，存于）
- National Audubon Society
- Native Birds of Hawaii
- BirdLife Species Factsheet （页面存档备份，存于）